# Actinodontium rhaphidostegum
Actinodontium rhaphidostegum là một loài rêu trong họ Daltoniaceae. Loài này được Müll. Hal. Bosch & Sande Lac. mô tả khoa học đầu tiên năm 1862.